# Tara Sabharwal
Tara Sabharwal (* 1957 in Delhi, Indien) ist eine indo-amerikanische Malerin und Radiererin.

## Leben
Von 1975 bis 1980 studierte sie Malerei an der Universität Baroda, Indien und von 1982 bis 1984 am Royal College of Art in London. Sabharwal schloss das Studium als Meisterschülerin mit einem British Council Stipendium ab.
Während ihrer Zeit als Studentin kauften das British Museum sowie das Victoria and Albert Museum in London Werke von Sabharwal an, und die Galerien Bernard Jacobsen und Christopher Hull stellten ihre Arbeiten aus.
Nach dem Studium kehrte Tara Sabharwal zunächst nach Indien zurück und bekam eine Einzelausstellung in der Art Heritage and Cymoza Galerie in Delhi und Bombay.
Sabharwal erhielt in Großbritannien das Myles Meehann Stipendium und das Durham Cathedral Stipendium. Es folgten Ausstellungen in der Laing Kunstgalerie in New Castle, im DLI Museum in Durham und dem Darlington Art Center.
Tara Sabharwal ist als Dozentin tätig und nahm einen Lehrauftrag an der Sunderland Kunsthochschule von Newcastle an.
Nach mehreren Jahren in Großbritannien kehrte sie zunächst für drei Jahre nach Indien zurück, um danach acht Jahre lang ein Leben zwischen Delhi, London und New York zu führen.
Seit 1998 ist New York, wo sie überwiegend lebt und arbeitet, zu ihrem Lebensmittelpunkt geworden. In London und New Delhi unterhält sie weiterhin ihre Ateliers, die sie regelmäßig aufsucht, um dort zu arbeiten.

## Werk
„Ich möchte Bilder schaffen, in die du ein bisschen hineinwachsen kannst. Wenn du sie siehst, möchte ich, dass sie dich anziehen, dich nicht nur über den Kopf beeindrucken und zu einem ‚wow‘ veranlassen. Das ‚wow‘ kann später als ein kaum spürbarer Nachhall kommen, wenn beide Erfahrungen miteinander verschmelzen.“ Dieses Zitat der Künstlerin stammt aus dem Januar 2013 und fasst ihre emotional ansprechende und für alle Sinne wahrnehmbare Kunst auf anschauliche Weise zusammen.
Tara Sabharwals Werke sind geprägt vom Leben in drei verschiedenen Welten, Kontinenten und Kulturen. Technisch wie inhaltlich bewegt sie sich zwischen Tradition und Moderne. In Anlehnung an traditionelle indische Kunsttechniken fertigt sie zunächst Monotypien, die sie mit Öl, Acryl und/oder Wasserfarben übermalt. Inhaltlich kennzeichnen klassische indische Symbole, gepaart mit westlich-modernen Motiven, ihre Arbeiten. Introvertiert, beinahe träumerisch, in einer Art innerem Monolog, setzt sie sich mit dem Existenziellen und den universell verbindenden Dingen des Menschseins auseinander. Die Ambivalenz von Geborgenheit und Sicherheit in familiären Strukturen und die damit verbundenen Freiheitsdrang und das Streben nach persönlicher Entwicklung behindernder Normen und Zwänge, sind ihr Thema. Die Künstlerin subsumiert die Erfahrungen ihres kosmopolitischen Lebens und ihrer persönlichen Entwicklung in Bildern – Widersprüche und Gegensätze verbinden sich zu einem poetischen Neuen.
Besonders charakterisieren Figuren die Kunst von Tara Sabharwal. Sie werden in immer neuen Kompositionen und Kombinationen angeordnet und spielen immer wieder auf das eigene Ich und die verschiedenen Bindungen, Beziehungen und Verhältnisse zwischen Menschen an. Diese Figuren sind Permutationen und Beziehungsveränderungen ausgesetzt. In einem Moment scheinen sie biologisch und autobiographisch, in einem anderen Moment verschmelzen sie und werden zu spektralen Aussendungen einer Stimmung oder Gemütslage. Die Künstlerin selber sagt zu ihren Figuren: „Sie träumen sich gegenseitig in einem verschmelzenden Raum. Ursprünglich sind sie die grundsätzlichen, primären Dinge, die man gefühlt hat.“
Tara Sabharwals Arbeitsweise ist als intuitiv und spirituell zu bezeichnen. Sie beschreibt den Anfang ihres Malprozesses als das Einfangen von schweifenden Gedanken und sagt selbst darüber: „Ich denke nicht wirklich nach. Mein Malprozess beginnt, wenn ich einen Zustand erreiche, in dem ich ganz bei mir bin, spielerisch und beobachtend, an nichts denkend.“
Der flache Blickwinkel und die Farbpalette haben Anklänge an Mughal und Deccan-Miniaturen und deren spätere Neuinterpretationen von Baroda oder Shanti Niketan. Die reiche Vegetation in ihren Werken scheint aus dem indischen Dschungel zu stammen und nimmt damit Bezug auf ihre Heimat.
Tara Sabharwals Bilder verweisen auf den Betrachter selbst, der die Leidenschaft des eigenen Lebens fühlen und erleben kann. Gleichzeitig streben die Werke aber nach Balance und Ruhe und geben einen flüchtigen Blick auf vorbewusste Erfahrungen, oder Geheimnisvolles frei. Diese flüchtigen Eindrücke zu erfassen hält den Betrachter in Bewegung. Den Bildern wohnt ebenfalls eine spielerische Komponente inne. Denn der Versuch sich mit dem Gleichgewicht in den Bildern zu verbinden geschieht auf eine spielerische Weise und ist ein fließender Vorgang, da sich das Gleichgewicht ständig verändert.
Ein schwerer Schicksalsschlag veränderte Tara Sabharwals Kunst nachdrücklich. Nach dem plötzlichen Tod ihres Ehemanns im Jahr 2011 befand sich die Künstlerin in einem lähmenden Schockzustand der sie unfähig machte, in ihren neuen Arbeiten Fuß zu fassen. Schließlich wandte sie sich alten Radierungen zu, die sie vor Jahren begonnen hatte. Hier konnte sie zurück in die Vergangenheit reisen, Energien der alten Spuren fühlen, und sie beschloss, die neue Aufgewühltheit mit der früheren Ruhe zu vereinen. Um die Energie zu steigern veränderte sie ihre Drucktechnik. Sie verflachte die Bildoberflächen und legte drei Kupferplatten übereinander, die sie jeweils mehrfach in verschiedenen Verfahren ätzte. Dabei benutzte sie Strichätzung, Weichgrund, Aquatinta, spit-bite und färbte sie in mehreren Farben ein. Jedes Bild existiert in zwei Ausformungen. Sie zeigen sowohl den Schimmer der Hoffnung als auch die Qualen der Verzweiflung. Beide Radierungen sind Partner, die Hand in Hand gehen und gemeinsam funktionieren, die sich aber genauso der Zukunft öffnen. Wiederkehrende Motive ihrer Werke sind Flüssigkeiten wie Regen, Flüsse und Wasserkreaturen. Der Regen wurde zur Metapher der Trauer, als ein unkontrollierbares Ausströmen, aber ebenso ein reinigender und verjüngender Katalysator für Erneuerung.
Ein großes Vorbild für die Künstlerin ist der Maler Edvard Munch. Zudem interessiert sie sich für „Außenseiter-Malereien“, die von Menschen mit übersinnlichen Wahrnehmungen in Trance entstanden sind. Sie sagt dazu: „für irgendjemand mag das bildhafte Wirklichkeit sein.“

## Auszeichnungen und Stipendien
- 2008 „Artist in residence“, Zentrum für internationalen kulturellen Austausch, HISHIO, Katsuyama, Japan
- 2004 Lehrerin an der „Cooper Union School of Art“, New York City.
- 2003 Auszeichnung von „New York Artists Online“, New York City.
- 2001–2002 Internationales kulturelles Stipendium, New York City.
- 1992–1993 Henry Street Stipendium / Aufenthalt am „Henry Street Settlement“, New York City.
- 1989–1990 Stipendium der „Durham Cathedral“ / „Artist in Residence“ am „Durham Cathedral“, Durham, GB.
- 1988–1989 Myles Meehan Stipendium / „Artist in Residence“ am „Darlington Arts Center“, GB.
- 1989 Royal Overseas League, London.
- 1982–1984 Stipendium des „British Council“, Studienbeihilfe.

## Lehrtätigkeit
- seit 2005 Arbeit am in der Druck-Werkstatt „bord of Governors“ von Robert Blackburn, New York City.
- 2007–2009 Ausbildungsberaterin im „Rubin Museum of Art“, New York City.
- 2005–2007 Assistenzprofessorin am „John Jay College“. CUNY, New York City.
- 2004–2005 Assistenzprofessorin an der „Cooper Union School of Art“, New York City.
- 2004–2011 Künstlerische Lehrerin in den „Creative Classrooms“, New York City.
- 2003–2005 Künstlerische Lehrerin bei „Art in General“, New York City.
- 2000–2002 Künstlerische Lehrerin im Guggenheim Museum, New York City.
- seit 1998 Künstlerische Lehrerin beim „Studio in a School“, New York City.
- 1989–1990 Lehrte beim BFA Malereikurs im „Sunderland Polytechnic“, Sunderland, GB.
- 1988–1989 Lehrte beim BFA Malereikurs im „Newcastle Polytechnic“, Newcastle, GB.

## Einzelausstellungen (Auswahl)
- 2013 „Art alive Gallery“, Neu-Delhi, Indien; JANZEN Galerie, Düsseldorf, Deutschland; „JHW Fine Art“, London, GB
- 2012 „Shreedharani Gallery“, Neu-Delhi, Indien
- 2008 Zeitgenössische Kunstmesse im Citerno Castel Giorgio, Orvieto, Italien; JANZEN Galerie, Wuppertal, Deutschland; Zentrum für internationalen *kulturellen Austausch HISHIO, Katsuyama, Japan
- 2007 V.M. Galerie, Karachi, Pakistan
- 2006 „Art alive Gallery“, Neu-Delhi, Indien; „John Jay College Gallery“, New York City
- 2005 „Cymroza Gallery“, Mumbai, Indien
- 2004 JANZEN Galerie, Gevelsberg, Deutschland
- 2003 „Steven Harris Gallery“, New York City
- 2002 „Art Heritage Gallery“, Neu-Delhi, Indien; Michael Oess Galerie, Konstanz, Deutschland; „Cymroza Gallery“, Mumbai, Indien
- 2000 „Nazar Gallery“, Baroda, Indien; „John Jay Gallery“, New York City
- 1998 „Gallery at 678“, New York City
- 1996 „Sakshi Gallery“, Bombay, Indien; „Sakshi Gallery“, Bangalore, Indien; „Art Heritage Gallery“, Neu-Delhi, Indien
- 1995 „Rebecca Hossack Gallery“, London, GB
- 1994 Galerie Schwerpunkt, Stuttgart, Deutschland
- 1993 Galerie Scherer, Miltenberg, Deutschland; „La Monte Gallery“, London, GB; „Art Heritage Gallery“, Neu-Delhi, Indien
- 1991„Harewood House“, Leeds, GB
- 1990 „Laing Art Gallery“, Newcastle Upon Tyne, GB, DLI Museum, Durham, GB
- 1989 „Darlington Art Center“, Darlington, GB; DLI Museum, Durham, GB
- 1987 „Cymrosa Gallery“, Bombay, Indien; „Art Heritage Gallery“, New Delhi, Indien
- 1986 „Christopher Hull Gallery“, London, GB

## Ausstellungsbeteiligung (Auswahl)
- 2013 Art Karlsruhe, JANZEN Galerie, Deutschland
- 2012 „Multiple Encounters – A festival of printmaking“. Kuratiert von Vijay Kumar; „India art fair“. „Delhi und Reise nach Kalkutta“, Lucknow, Mumbai und Chennai; „Erasing Borders 2012“. Kuratiert von Vijay Kumar. „Crossing Art gallery“, Queens; Queens Museum, Art7 Virginia und Reise in andere US-Orte; „Back to School – Baroda artists“. „Guild art gallery“, Mumbai, Indien; Winter Gruppenschau. „Gallery 128“, NY; „NY Society of Printmakers“– zweite nationale Ausstellung von Intaglio-Drucken; „National Arts club“, New York City; „Juied print show“ – Manhattan Graphics Center, New York; „SAWCC Her stories“ – Südasiatische „Women’s collective show“ anlässlich des 15. Geburtstags; Queens Museum, New York
- 2011 „Peacable Kingdom“ – „Wilmar Jennings art gallery“, New York City. Künstler aus der Robert Blackburn Druck-Werkstatt; „Erasing borders“ – Queens Museum, New York City, „Aicon gallery“, New York City, „Uconn gallery“, Uconn; „Back to school“ – Künstler vom „Baroda art college“; „Gallery Palette“, Neu-Delhi, „India and Tao Gallery“ Mumbai
- 2010 „Gallery Espace: Marvellous Reality“, abgehalten in der „Lalit Kala Academy“, New Delhi, Indien; „5ª Bienal Internacional de Gravura“ – Douro, Portugal; „Art train“, USA. Zur Feier von der amerikanischen Vielfalt; Robert Blackburns Druck-Werkstatt – Mitgliederschau; „New York Society of Etchers“ – Schau anlässlich des 10. Geburtstags; „Printweek“, New York City. Rockaway, Queens
- 2009 7. internationale Farbstich Biennale. „Domain and Orangery“, Versailles, Paris; „Ganjifa, playing cards portfolio participation“. „Hornan Gallery“, Falun, Schweden, „Impact 6“, Bristol, GB und in der Barr Smith Library der Universität von Adelaide, Australien. „Reading room Gallery“, Universität von Austen, Texas und mehr; „Monumental ideas in Miniature books portfolio participation“. „Columbia College“, Chicago.; „Morgan education foundation“, Ohio, Universität De Kalp, „South Texas College“ und mehr; „Erasing borders 2009“ – Südasiatische Künstler in Amerika, „Dowd Fne art gallery“, SUNY, NY; „Elizabeth Foundation for Arts Gallery“, New York City, Queens Museum of Art, New York City, Galerie am „Penn College“,Williamsport, PA; „India summit“. Neu-Delhi; „Art alive Gallery“, Neu-Delhi. „Think small“; „For Hussien“, Künstler ehren M.F. Hussein, organisiert von SAHMAT, „Jamia Milia Gallery“, Neu-Delhi und Kalkutta; Galerieprojekte, Ann Arbor, Michigan. „Contemporary India“; Art Karlsruhe, JANZEN Galerie, Deutschland; „New York Society of Etchers“ – jährliche Gruppenschau; „Printweek“ New York City. Rockaway, Queens
- 2008 „Art Alive Gallery“, New Delhi, Indien. „Contemporary drawings“; „Art Motif Gallery“, New Delhi, Indien. „Pastels: contemporary Indian art“; „Erasing Borders“ ‚indische Kunst der Diasporas‘ und Reise zur „Tabla Rasa Gallery“, dem Queens Museum und der „The Guild gallery“, New York City; Art Karlsruhe, JANZEN Galerie, Deutschland
- 2007 Queens Museum, New York City. „Erasing Borders“; „Art Guild Gallery“, New York City, „Erasing borders“; „Global Arts village“, Neu-Delhi, Indien. „Art for Prabhat“; „Visual Art Gallery“, Neu-Delhi, Indien. „Encore! Art for Prabhat“; „Art Guild Gallery“, New York. SAWCC Auktion
- 2006 „Daegu Civic Museum“, Daegu, Südkorea. „Print Art“. NY / Daegu; „Ulsan Cultural Art Center“, Ulsan, Südkorea. NY / Daegu „Modern prints“; „City Hall. Asian American Art Centre“. NY Eviction Blues; Indisches Konsulat, New York City; „Contemporary Indian artists“; „Bose Pacia Gallery“, Fulbright / Christie’s Auktion, New York City; „X-Change“. „Palazzo della cultura“, Modugno, Italien / „Palazzacio Antico communedi Sanzano“, Italien
- 2005 „Henry Street Settlement“, New York City. „At Home: Visions of our place in the world“; „Asian American Art Center“, New York City. „Eviction Blues“; „John Jay College“, New York City. „Staff show“; „Bank Street School“, New York City. „Staff show“; „Arpana Gallery“, Neu-Delhi, Indien. „Progress for People“; „Cusick At Studio“, Gruppenschau NYC „Asian Fusion Gallery“, New York City. „Revelations“; „X-Change, Storefront Va Mazoni“, Bari, Italien / „Federro Secondo Gallery“, Bari, Italien
- 2004 „Indira Gandhi Center for the Arts“, Neu-Delhi. „Printmakers from Manhattan; Graphics Center“, New York City; „Cooper Union School of Art“, New York City. Sommerschule; „Gallery 128“, NY. „Self- ish“ Selbstporträts; „The Elizabeth Foundation“, New York City. Die Robert Blackburn Druck-Werkstatt; „Gallery 128“, NY. Jugalbandi, „South Asian and American Artists“; „Lalit Kala Academy“, Neu-Delhi, Indien. Sahamt, „The making of India“
- 2003 „The Asian American Art Center and the Silk Route place“. „In the shadow of 9/11“
- 2002 „Asian American Art Center“, New York City. „The AAAC story“; „WARC“, Toronto, Kanada. „Three persons show“. Gegründet durch „Canadian Arts Council“; „Gallery Art Alive“, New Delhi, Indien; „Henry Street Settlement“, New York City. Internationale kulturelle Zusammenarbeits-Ausstellung
- 2001 „Bharat Bhavan“, fünfte „Bharat Bhavan International Print Biennial“, Bhopal, Indien; „Gallery 128“, NY; „The Scene Gallery“, New York City; „The New century Artists Gallery“, New York City. „Artists at Work, Studio in a School“; „Henry Street Settlement“, New York City. „Other“; „Bose Pacia Modern“, New York City. „Shaken and Stirred“, SAWCC; „Gallery 128“, NY
- 2000 „Gallery 128“, NY
- 1999 „National Gallery of Modern Art“, Neu-Delhi. „Images of Delhi“, ebenfalls Reise nach Moskau; „Gallery 128“, NY; „Rebecca Hossack Gallery“, London; „Indus Gallery“, Neu-Delhi, Indien
- 1998 „Columbia University“; „Bernice Steinbaum Gallery“, New York City; „Bhartiya Vidya Bhawan“, New York City; „Gallery 128“, NY; „Mercury Gallery“, London, New York City. „Sita in the City“, Internationales Sita Symposium;„Macy Gallery“, Columbia University, New York City. „Exploring America’s Cultures“;Lalit Kala Academy, Rabindra Bhawan, New Delhi. Baroda Alumni
- 1997 „Gallery at 678“, New York City. „India Centenary“; Indische Mission für die UN, New York City; „Gallery 128“, NY; „Cymrosa Gallery“, Bombay
- 1996 „Gallery Art Motif“, Neu-Delhi; „Gallery Espace“, Neu-Delhi; „Sahmat“, Reisa nach Delhi, Bombay, Kalkutta, Madras, New York. „Postcards for Gandhi“; „Art Heritage Gallery“, Neu-Delhi; „DLI Museum“, Durham, GB
- 1995 „City Hall“, New York City. „From the dragon’s cloud, Asian American artists“; Organisation unabhängiger Künstler, New York City. „Unwanted Figures of the Imagination“
- 1994 Indische Mission für die UN, New York City. Indische Künstler in New York; „Pennsylvania University“, Philadelphia. „Mosaic“, Asiatische und amerikanische Künstler; „Gallery 128“, NY; „Mercury Gallery“, London; „Din Associates“, London; „East West Gallery“, London; „Gallery Seven“, Hong Kong; „Henry Street Settlement“, New York City.
- 1992 „Council for the Arts“, Glen Cove, New York. Vier asiatisch amerikanische Künstler; „Mercury Gallery“, London; „East West Gallery“, London; „Christopher Hull Gallery“, London; „Contemporary Art Society“, London; „Oldham Museum and Art Galleries“, Oldham, GB
- 1991 „Hillwood Museum & Bronx River Gallery“, New York City. „The Printmaking Workshop“; „Nese Gallery“, Los Angeles; „Mercury Gallery“, London; „Christopher Hull Gallery“, London; „Aire Art Gallery“, Schottland
- 1989„Royal Overseas League“, London. Jährliche Ausstellung; „Christopher Hull Gallery“, London; „Newcastle Art Center“, Newcastle Upon Tyne, GB; „Bishopsgate Institute“, London; „Merz Contemporary Art“, London; „Ikon Gallery“, Birmingham, GB; „Cleveland Art Center“, Cleveland, GB. vierte internationale Zeichnungs-Biennale; „Greenwich Citizens Gallery“, London; 1988 „Christopher Hull Gallery“, London
- 1987 Galerie Schwerpunkt, Stuttgart. vier indische Druckgraphiker
- 1986 Max Muller Bhawan, Neu-Delhi. Drucke vom Garhi Workshop
- 1985 „Contemporary Art Society“, London. „Art Market“
- 1984 Christie’s, London. Auswahl neuer Kunst; „Christopher Hull Gallery“, London; „Contemporary Art Society“; „Church Gallery“, London
- 1983 „Bernard Jacobson Gallery“, London. From Gonzales to Tara; „British Council“, Bombay. British Council Stipendium